# わかさ (海洋観測艦)
わかさ（ローマ字：JS Wakasa, AGS-5104）は、海上自衛隊の海洋観測艦。ふたみ型海洋観測艦の2番艦。艦名は若狭湾に由来する。

## 概要
本艦は、ふたみ型の2番艦であるが、1番艦の「ふたみ」に比して計画年度に7年の開きがあり、様々な部分で改設計が施されている。従事する任務の関係上、内容は開示されていない部分が多いが、エンジンの換装、定員の増加は公表されている。
平成27年度計画において艦齢延伸工事の予算が付与され、約10年の艦齢延伸が実施された。2025年現在、海上自衛隊で最も古い艦艇である。2026年3月に除籍予定。
本艦の詳しい概要については、「ふたみ型海洋観測艦」参照。

## 艦歴
「わかさ」は、中期業務見積もりに基づく昭和58年度計画海洋観測艦5104号艦として、日立造船舞鶴工場で1984年8月21日に起工され、1985年5月21日に進水、1986年2月25日に就役し、海洋業務群に編入され横須賀に配備された。
2008年2月18日に発生したイージス艦衝突事故で護衛艦「あたご」に衝突し船体を両断された漁船清徳丸(7.3t)を敷設艦「むろと」とともに曳航した。
2009年9月18日、海上自衛隊初の女性艦長として松尾直子3等海佐（当時）が着任し、話題となった。
2011年3月11日に発生した東北地方太平洋沖地震による東日本大震災に対し、災害派遣のため横須賀から緊急出港する。3月21日午後2時42分、石巻市牡鹿総合支所に救援物資を輸送した。3月28日、横須賀に帰港した。
2015年12月1日、海洋業務群が海洋業務・対潜支援群に改編され、同群隷下に新編された第1海洋観測隊に編入された。

### 歴代艦長
| 代 | 氏名       | 在任期間               | 出身校・期        | 前職                              | 後職                                      | 備考                             |
| -- | ---------- | ---------------------- | ----------------- | --------------------------------- | ----------------------------------------- | -------------------------------- |
| 01 | 丹下時克   | 1986.2.25 - 1988.1.21  |                   | わかさ艤装員長                    |                                           |                                  |
| 02 | 別府栄二   | 1988.1.22 - 1990.7.31  | 防大7期           | 海洋業務群司令部                  | 海洋業務群司令部                          |                                  |
| 03 | 登川浩三   | 1990.8.1 - 1993.8.1    | 防大8期           | 海洋業務群司令部幕僚              | 海洋業務群司令部                          |                                  |
| 04 | 尾山英憲   | 1993.8.2 - 1996.7.31   | 防大9期           | 海洋業務群司令部                  | 海洋業務群司令部                          |                                  |
| 05 | 宮本 毅    | 1996.8.1 - 1998.7.9    |                   | 海洋業務群司令部                  | さつま艦長                                |                                  |
| 06 | 内藤 昇    | 1998.7.10 - 2000.12.19 |                   | 気象管理隊                        | 海洋業務群司令部                          |                                  |
| 07 | 高山 健    | 2000.12.20 - 2003.3.2  |                   | 対潜資料隊海洋第2科長             | 海洋業務群司令部幕僚                      |                                  |
| 08 | 水野雅樹   | 2003.3.3 - 2004.3.25   |                   | 海洋業務群司令部                  | 大湊海上訓練指導隊砲雷科長                |                                  |
| 09 | 小川洋行   | 2004.3.26 - 2005.7.19  |                   | 海上幕僚監部防衛部運用課 気象班長 | 対潜資料隊海洋第1科長                     |                                  |
| 10 | 菊池洋介   | 2005.7.20 - 2006.8.3   |                   |                                   | 呉潜水艦基地隊司令                        |                                  |
| 11 | 千葉哲也   | 2006.8.4 - 2008.3.25   |                   | 横須賀海上訓練指導隊訓練科長      |                                           | 就任時、3等海佐                  |
| 12 | 日置久雄   | 2008.3.26 - 2009.9.17  | 防大26期          | にちなん観測長                    | 海上幕僚監部防衛部運用支援課 気象海洋班長 |                                  |
| 13 | 松尾直子   | 2009.9.18 - 2010.12.19 | 長崎大・ 39期幹候 | くろべ航空標的長 兼 副長          | くろべ艦長                                | 日本初の女性艦長 就任時、3等海佐 |
| 14 | 小出 渚    | 2010.12.20 - 2012.3.25 |                   | 海上自衛隊第1術科学校学校教官     | さざなみ艦長                              | 就任時、3等海佐                  |
| 15 | 内山兼一   | 2012.3.26 - 2013.2.28  | 防大29期          | 海洋業務群司令部幕僚              | ひびき艦長                                |                                  |
| 16 | 角 良文    | 2013.3.1 - 2014.5.6    |                   | ひびき測定長 兼 副長              | 海上自衛隊幹部候補生学校 教育部教務課長   |                                  |
| 17 | 間宮政信   | 2014.5.7 - 2015.4.2    | 防大34期          | 横須賀海上訓練指導隊船務航海科長  | ひびき艦長                                |                                  |
| 18 | 亀井良之   | 2015.4.3 - 2017.1.26   |                   | 海上自衛隊幹部候補生学校主任教官  | 海上自衛隊第1術科学校主任教官 兼 研究部員 |                                  |
| 19 | 深堀義人   | 2017.1.27 - 2018.3.22  |                   | 海上幕僚監部総務部総務課          | 海上自衛隊第1術科学校主任教官             |                                  |
| 20 | 阿部周一   | 2018.3.23 - 2019.4.23  | 防大40期          | 海上自衛隊第1術科学校主任教官     | 大湊海上訓練指導隊副長 兼 指導部長        |                                  |
| 21 | 久保洋一郎 | 2019.4.24 - 2022.4.3   |                   | ちくま艦長                        | 海上自衛隊第1術科学校主任教官 兼 研究部員 |                                  |
| 22 | 鳥羽弘太郎 | 2022.4.4 -             |                   | 自衛艦隊司令部幕僚                |                                           |                                  |

## 画像

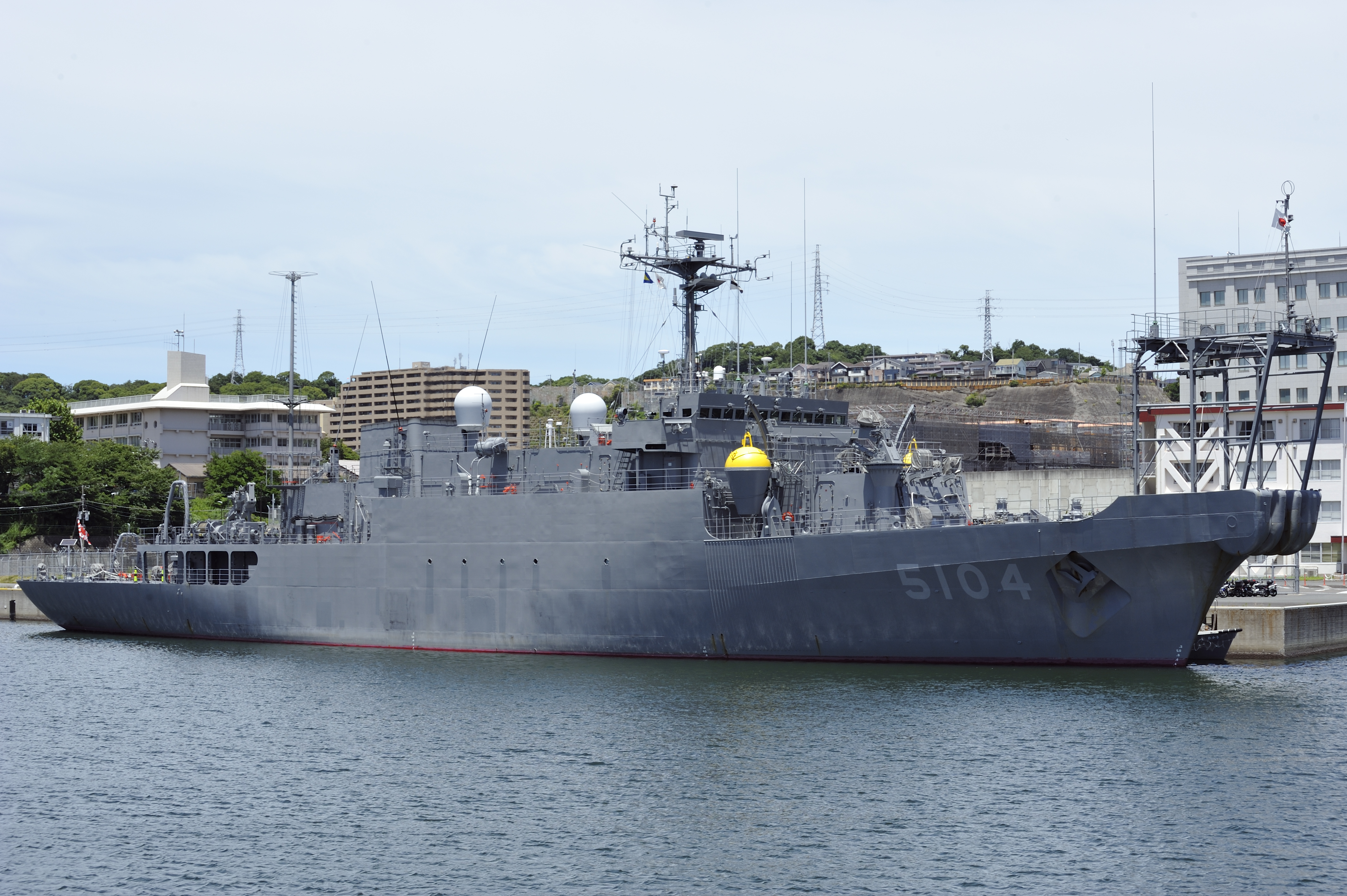
長浦港（横須賀市）における「わかさ」
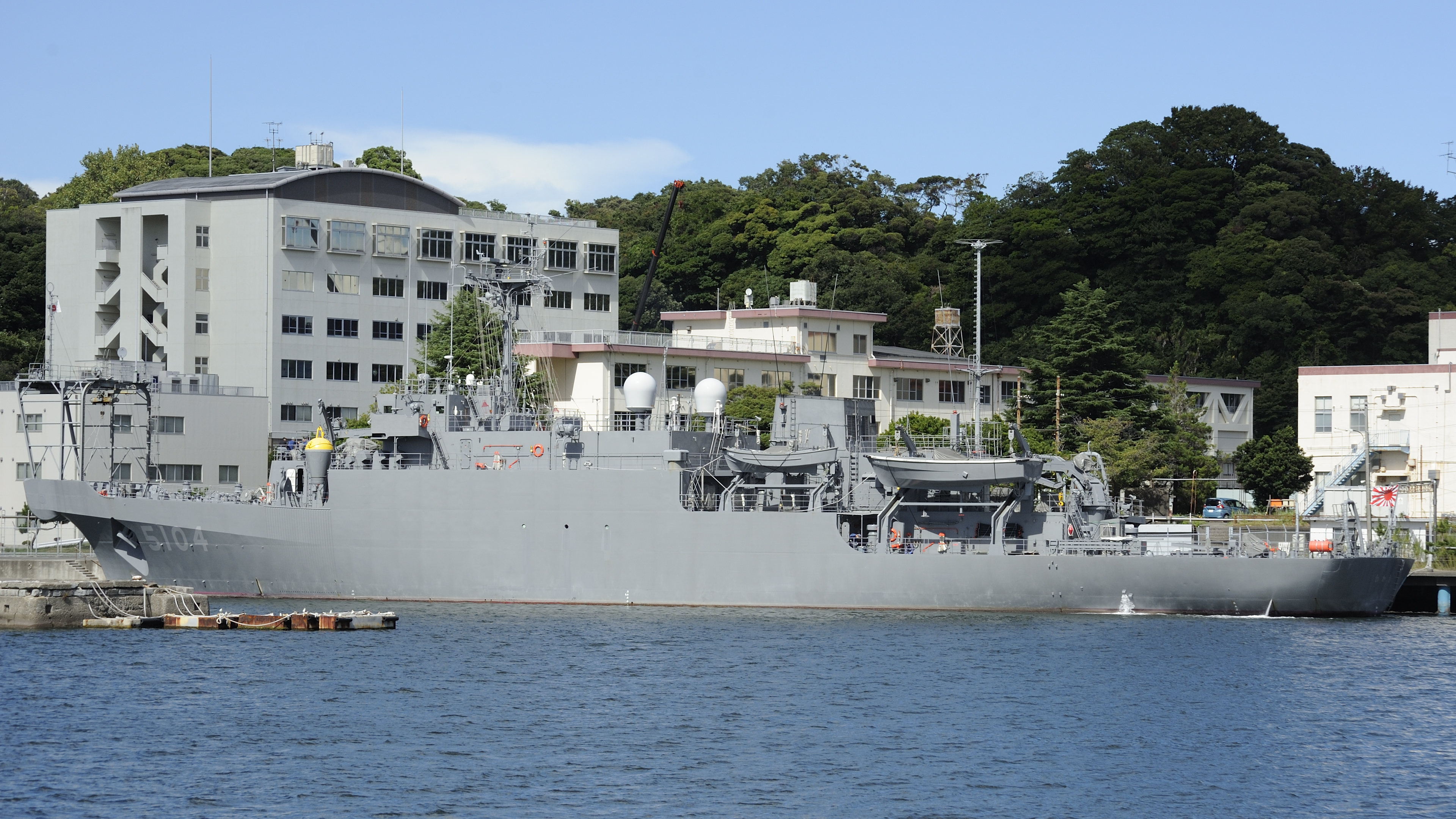
長浦港（横須賀市）における「わかさ」
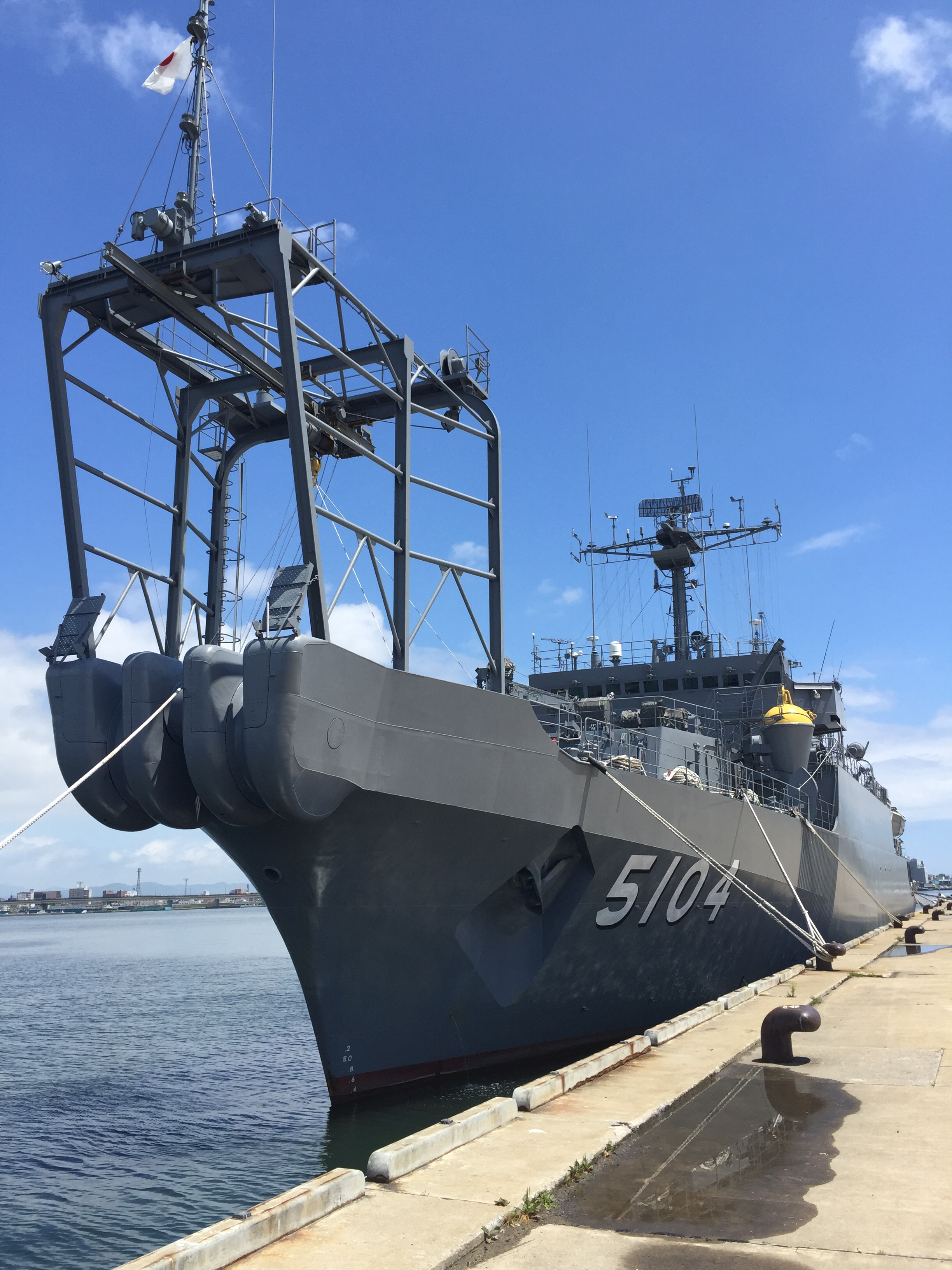
函館港（函館市）における「わかさ」